# パニックアタック (漫画家)
パニックアタックは、日本の漫画家。妹萌え描写を得意とする。

## 概要
2002年頃デビュー。代表作「大人になる呪文」は、成年向け雑誌「コミックヒメクリ」（FOX出版）掲載ながら本番などは一切なしという意欲作で、後に新装版が出るほどの人気を博した。なお発売された単行本は本作のみで、並行して発表していた成年向け作品は単行本化されていない。

## 作品リスト

### 単行本
- 大人になる呪文（FOX出版）
  1. 2002年7月31日 - ISBN 978-4925148399
  2. 2004年8月13日 - ISBN 978-4925148597
  3. 2005年9月17日
- 大人になる呪文 新学期（ワニブックス）
  1. 2007年3月22日 - ISBN 978-4847035944
  2. 2007年3月22日 - ISBN 978-4847035951
  3. 2007年3月22日 - ISBN 978-4847035968
  4. 2008年1月23日 - ISBN 978-4847036279

### 単行本未収録作品
- A-GEKI 鋭撃（晋遊舎）
  - お兄ちゃんにメロメロ（Vol.2 2002年2月）
  - 見せてよ! お兄ちゃん（Vol.3 2002年4月）
- COMICポプリクラブ（晋遊舎）
  - アキとメグ2人は仲良し（2002年7月号）
  - 今日はブルブルする日（2002年9月号）
  - ぜったい萌えだもんっ!!（2002年12月号）
  - すてきな恋のみつけかた（2003年5月号～2004年4、8月号）